# Euprymna
Euprymna es un género de moluscos cefalópodos de la familia Sepiolidae.

## Especies
Se reconocen las siguientes especies:
- Euprymna albatrossae
- Euprymna berryi
- Euprymna brenneri.[2]
- Euprymna hoylei
- Euprymna hyllebergi
- Euprymna morsei
- Euprymna penares
- Euprymna phenax
- Euprymna pusilla
- Euprymna schneehageni
- Euprymna scolopes.[3]
- Euprymna stenodactyla
- Euprymna tasmanica